# Séverine Tréfouël
Pour les articles homonymes, voir Tréfouël.
Séverine Tréfouël, née le 29 mai 1981, est une scénariste de bande dessinée française. Elle participe notamment au scénario de la série Irena.

## Biographie
Séverine Tréfouël naît le 29 mai 1981. Elle effectue de brillantes études mais préfère l'univers de la bande dessinée.
Elle devient libraire à Reims, dans une librairie de spécialisée en bande dessinée, puis fonde en 2004 une entreprise, BD Cube, de fabrication de cadres en trois dimensions, à partir de vignettes de bande dessinée. Jean-David Morvan découvre son potentiel et lui propose en 2009 d'écrire avec elle des scénarios de bande dessinée. Elle se consacre alors à l'écriture de scénarios, et ils écrivent ensemble le scénario de Youth United, illustré par Wuye et publié par Glénat. Ils signent ensuite le scénario de Ocelot, pour des dessins d'Agnès Fouquart, publié chez Delcourt.
Toujours avec Morvan, elle écrit le scénario des trois premiers albums de Magnum Photos, en partenariat avec l'agence Magnum Photos, publiés aux éditions Dupuis de 2014 à 2016,.
S'associant avec David Evrard et Morvan, Séverine Tréfouël coécrit ensuite la série Irena (Glénat), racontant l'histoire d'Irena Sendlerowa, travailleuse sociale polonaise, qui a sauvé 2 500 enfants juifs du ghetto de Varsovie, pendant la Seconde Guerre mondiale. La série est publiée en quatre volumes, de 2017 à 2019. Le cinquième tome, La Vie après, figure dans la sélection pour le Festival d'Angoulême 2021. Dans le même esprit, elle participe en 2021 au scénario du tome 1 de Simone, premier volume d'une trilogie à paraître, en hommage à la résistante Simone Lagrange, torturée pendant plusieurs jours par Klaus Barbie.

## Albums

### Ocelot
- Ocelot, scénario de Jean-David Morvan et Séverine Tréfouël, dessin d'Agnès Fouquart, Delcourt, 46 planches, août 2015  (ISBN 978-2-7560-4789-8).

### Magnum Photos
1. Omaha Beach, 6 juin 1944, scénario de Jean-David Morvan et Séverine Tréfouël, dessin de Dominique Bertail, avec Bernard Lebrun, photos de Robert Capa, Dupuis, collection « Aire libre », 54 planches, format à l'italienne, mai 2014  (ISBN 978-2-8001-6198-3) ;
2. Cartier-Bresson, Allemagne 1945, scénario de Jean-David Morvan et Séverine Tréfouël, dessin de Sylvain Savoia, photos de Henri Cartier-Bresson, avec Thomas Tode, Dupuis, collection « Aire libre », 90 planches, juin 2016  (ISBN 978-2-8001-6333-8) ;
3. MsCurry, NY 11 septembre 2001, scénario de Séverine Tréfouël et Jean-David Morvan, dessin de Jun Gi Kim, photos de Steve McCurry, Dupuis, collection « Aire libre », 88 planches, septembre 2016  (ISBN 978-2-8001-6733-6).

### Irena
1. Le Ghetto, scénario de Jean-David Morvan et Séverine Tréfouël, dessin de David Evrard, couleurs Walter, Glénat, collection « Tchô ! », grand format, 64 planches, janvier 2017  (ISBN 978-2-344-01363-2) ;
2. Les Justes, scénario de Jean-David Morvan et Séverine Tréfouël, dessin de David Evrard, couleurs Walter, Glénat, collection « Tchô ! », grand format, 64 planches, mars 2017  (ISBN 978-2-344-02009-8) ;
3. Varso-vie, scénario de Jean-David Morvan et Séverine Tréfouël, dessin de David Evrard, couleurs Walter, Glénat, collection « Tchô ! », grand format, 64 planches, janvier 2018  (ISBN 978-2-344-02276-4) ;
4. Je suis fier de toi, scénario de Jean-David Morvan et Séverine Tréfouël, dessin de David Evrard, couleurs Walter, Glénat, collection « Tchô ! », grand format, 64 planches, mars 2019  (ISBN 978-2-344-03111-7).
5. La vie, après, scénario de Jean-David Morvan et Séverine Tréfouël, dessin de David Evrard, couleurs Walter, Glénat, collection « Tchô ! », grand format, 64 planches, janvier 2020  (ISBN 978-2-344-03303-6).

### Simone
1. Obéir c’est trahir, désobéir c’est servir, scénario de Jean-David Morvan et Séverine Tréfouël, dessin de David Evrard, Glénat, mars 2022  (ISBN 978-2-344-04315-8)[7].
2. Je refuse de n’être plus qu’un matricule tatoué sur mon avant-bras (à paraître).
3. Quelqu’un qui caresse un chat, on ne peut pas imaginer qu’il puisse être méchant (à paraître).